# FS 980
Die Reihe FS 980 ist eine dreiachsige Dampflokomotive der Ferrovie dello Stato Italiane (FS) für Normalspurbahnen mit getrenntem Adhäsions- und Zahnradantrieb System Winterthur.

## Geschichte

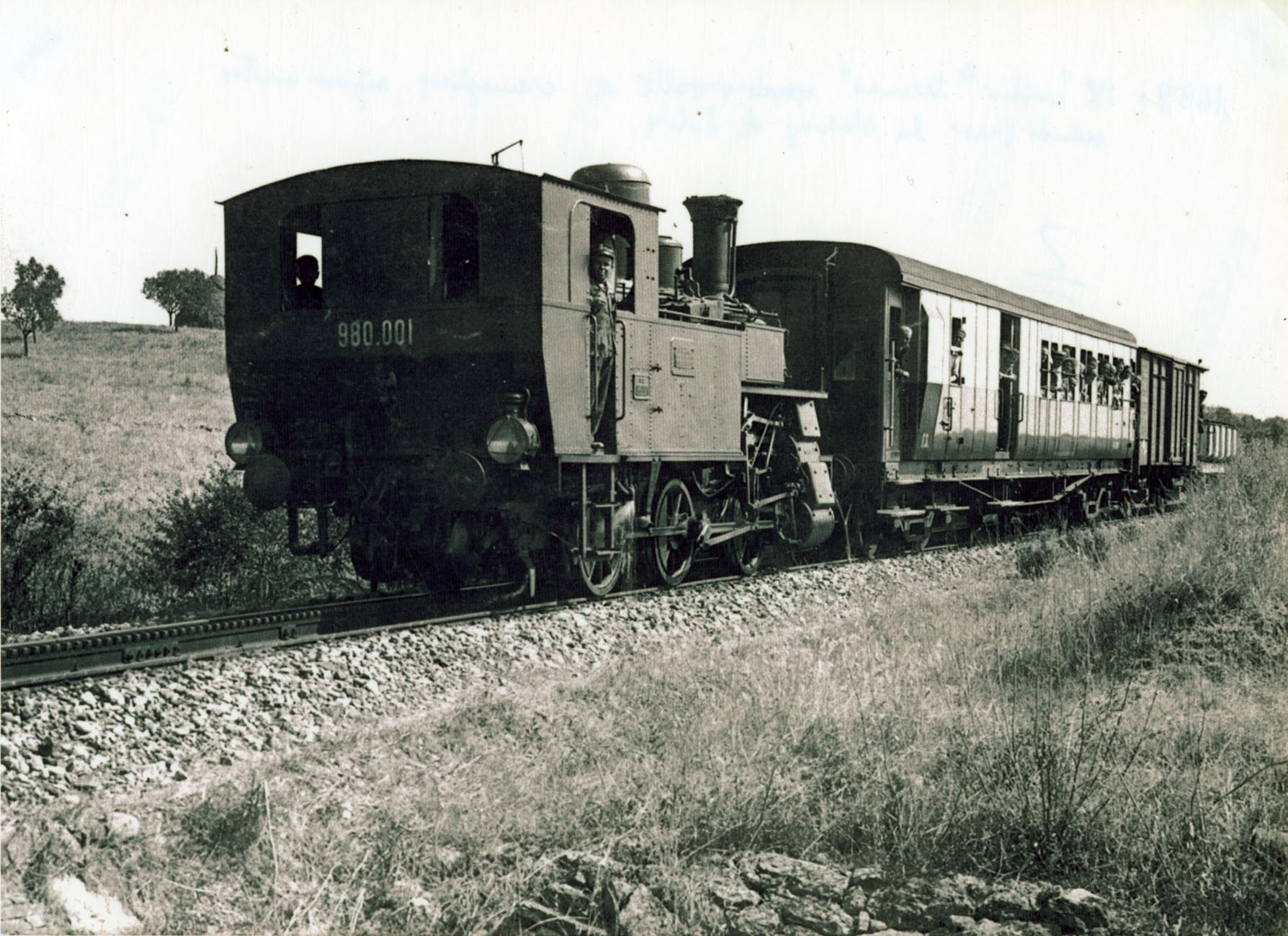
FS 980.001 im Einsatz zwischen Saline und Volterra

Die ersten vier Lokomotiven der Baureihe 980 beschafften die FS für die Zugförderung auf dem Zahnstangenabschnitt Saline di Volterra–Volterra der Bahnstrecke Cecina–Volterra. Die vier Maschinen wurden 1908 von der Schweizerischen Lokomotiv- und Maschinenfabrik (SLM) in Winterthur, einer Spezialistin für die Herstellung von Zahnradlokomotiven, abgeliefert und dem Lokomotivdepot Pisa zugeteilt. Weitere acht Lokomotiven lieferte die SLM ab 1912 für den Einsatz auf der Bahnstrecke Paola–Cosenza. Anlässlich der Eröffnung der Zahnradbahn von Paola nach Cosenza im Jahre 1915 wurden acht dieser Lokomotiven dem Depot Cosenza zugeteilt.
Eine Lokomotive der Reihe 980 wurde von der SLM auf der Industrieausstellung in Turin ausgestellt.
Auf der Strecke Saline–Volterra blieben die Lokomotiven bis 1958 im Einsatz. Zwischen Paola und Cosenza kamen im Laufe der Zeit modernere Fahrzeuge zum Einsatz und der Baureihe 980 wurden vor allem Güterverkehr eingesetzt. Die Lokomotive 980.002 ist erhalten geblieben und im Nationalen Eisenbahnmuseum Pietrarsa ausgestellt.
Breda entwickelte die Baureihe 980 zu den Heißdampflokomotiven der Baureihe 981 weiter.

## Technische Merkmale

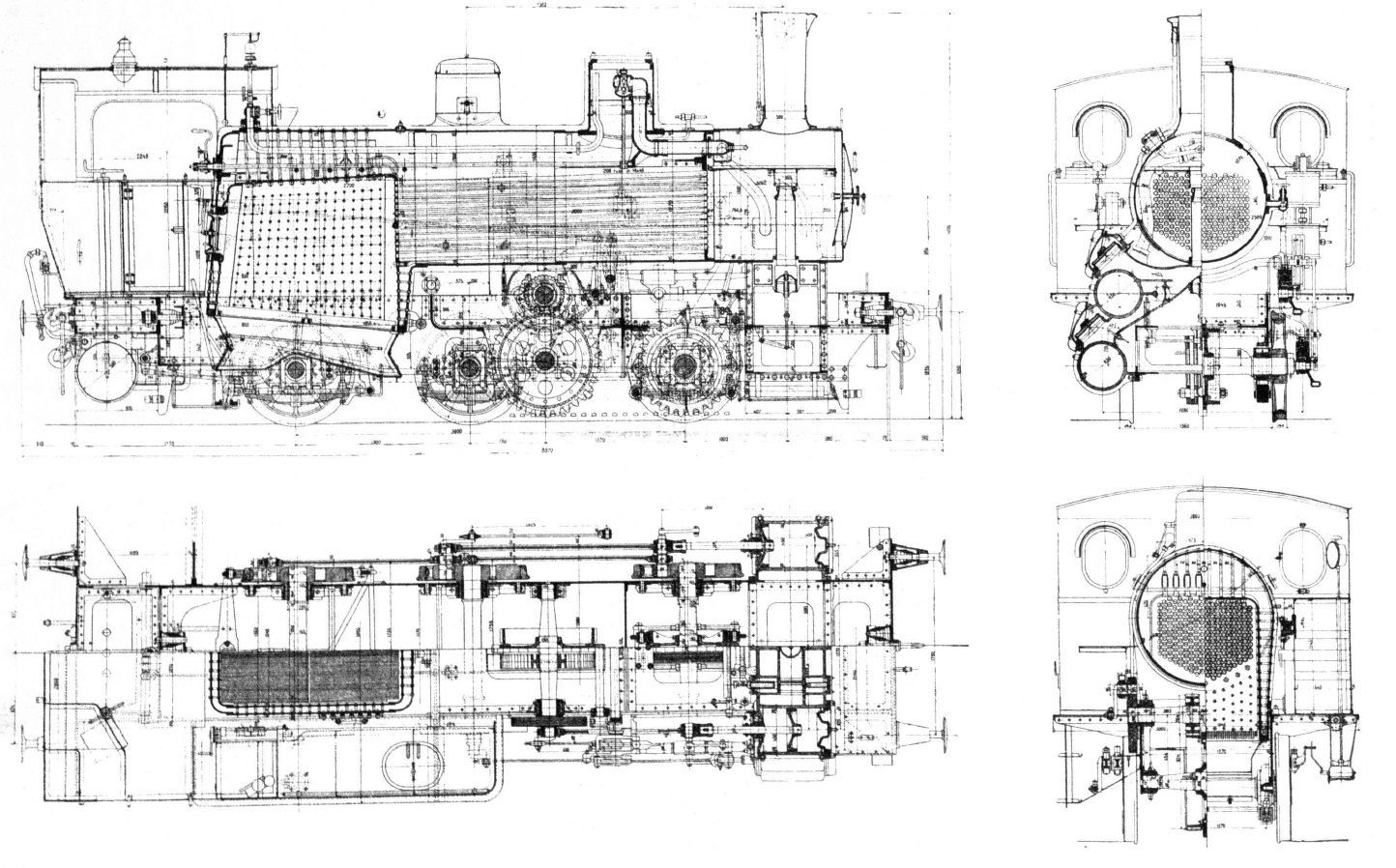
Typenskizze der Baureihe 980

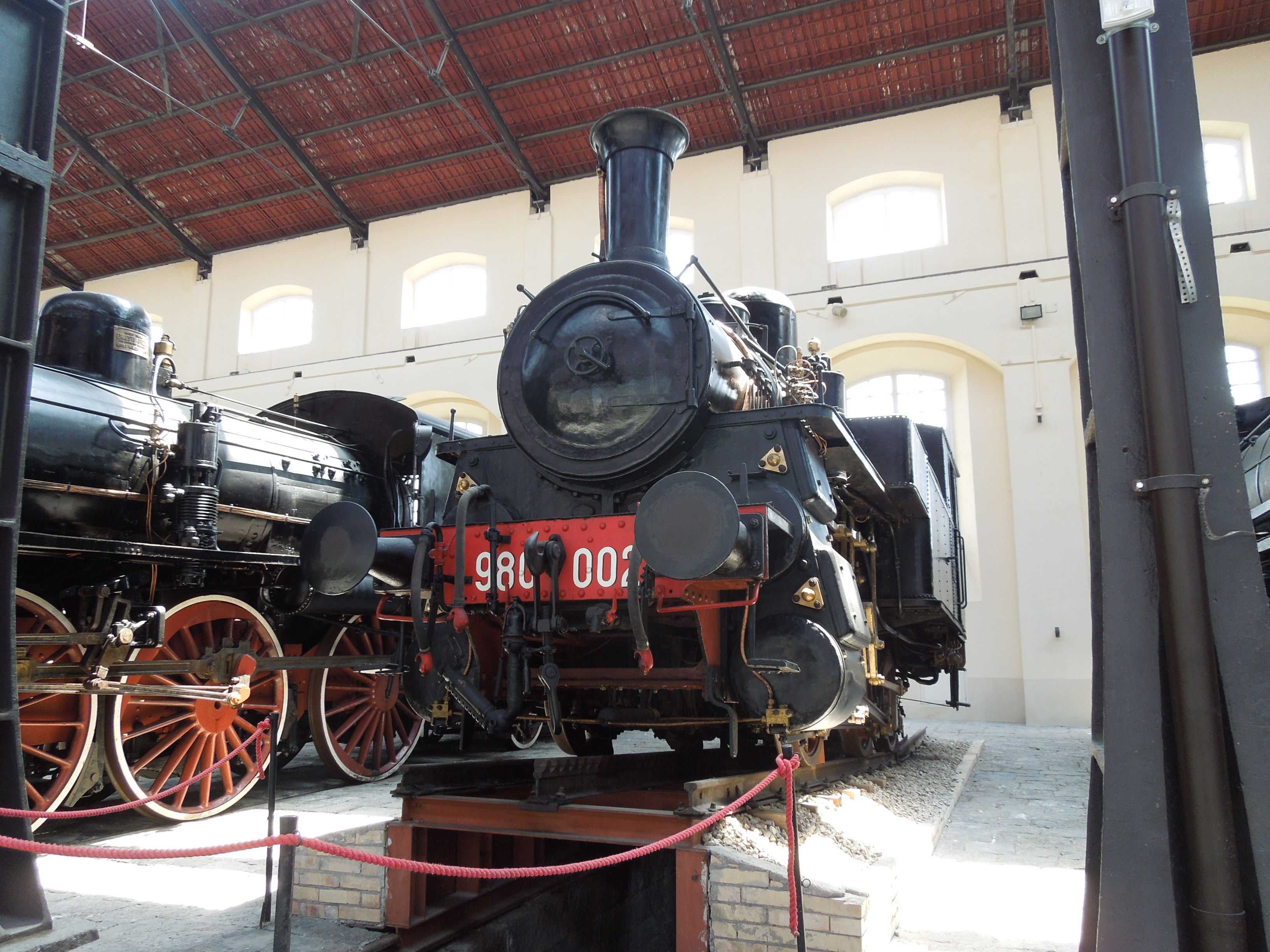
980.002 im Nationalen Eisenbahnmuseum Pietrarsa in Neapel

Als Vorbild der Baureihe 980 dienten die schmalspurigen Brünigbahnlokomotiven HG 3/3 der Schweizerischen Bundesbahnen (SBB) mit getrenntem Adhäsions- und Zahnradantrieb. Die vier Zylinder des Adhäsions- und Zahnradantriebs des nachfolgend beschriebenen Systems Winterthur sind in einem gemeinsamen Gussblock übereinander angeordnet. Sie haben alle den gleichen Durchmesser von 430 mm und den gleichen Kolbenhub von 500 mm. Die je zwei übereinander angeordneten Zylinder bestehen aus einem gemeinsamen Gussblock. Auf Zahnradstrecken arbeiten die beiden Triebwerke in Verbundwirkung, auf Adhäsionsstrecken steht die Mechanik der oberen Niederdruckzylinder für den Zahnradantrieb still und die unteren Zylinder arbeiten mit einfacher Dampfdehnung. Weil das von den Niederdruckzylindern bewegte Triebwerk eine Übersetzung von etwa 2,4 : 1 aufweist, bewegt sich das Niederdrucktriebwerk entsprechend schneller. Damit wird das übliche Zylinderraumverhältnis der Verbundwirkung hergestellt.
Der Adhäsionsantrieb erfolgt auf die mittlere Achse der drei Achsen. Das Treibzahnrad ist 730 mm vor der Treibachse angeordnet. Beide Triebwerke verfügen über Steuerungen der Bauart Heusinger. Die Steuerungen für beide Triebwerksteile lassen sich nur gemeinsam betätigen. Der Innenrahmen besteht aus zwei Blechen von 22 mm Stärke. Der Kessel besteht aus zwei Schüssen und enthält 208 Siederohre aus Messing. Die Feuerbüchse senkt sich zwischen die Rahmen hinein und hat eine Rostfläche von 1,8 m². Die Feuerbüchsdecke fällt nach rückwärts ab, was wegen der bei Zahnradbahnen häufig geneigten Lage des Kessels vorteilhaft ist. Die Verdampfungsheizfläche beträgt 88,4 m². Außen am Rahmen sind beidseits Wasserkasten mit 3,3 m³ Fassungsvermögen angebaut. In den im Führerstand angeordneten Kohlebehältern finden 1 Tonne Kohle Platz.
Auf die Lokomotive wirken drei voneinander unabhängige Bremssysteme. Eine Gegendruckbremse wirkt auf die Niederdruckzylinder des Zahnradantriebs. Am Zahnradvorgelege sind zwei Bandbremsen angebracht, die mit Hilfe einer Spindel im Führerstand bedient werden. Eine Handbremse wirkt auf die erste und dritte Kuppelachse, wobei die erste Achse zusätzlich mit einem Bremszahnrad ausgestattet ist. Eine zusätzlich vorhandene Westinghouse-Druckluftbremse wirkt auf die im Zug eingereihten Wagen.
Zur Ausrüstung gehören zudem eine Vorrichtung für die Dampfheizung der vorgestellten Wagen, ein Geschwindigkeitsmesser System Hasler, zwei Ölpumpen System Friedmann sowie zwei Sicherheitsventile, die auf dem Dampfdom sitzen.